# Vizovice
Vizovice (en allemand : Wisowitz) est une ville du district et de la région de Zlín, en Tchéquie. Sa population s'élevait à 4 845 habitants en 2025. Le centre historique de la ville est bien préservé et  est protégé par la loi en tant que monument culturel de Tchéquie.

## Géographie
Vizovice se trouve à 14 km à l'est de Zlín, à 91 km à l'est de Brno et à 264 km au sud-est de Prague.
La commune est limitée par Neubuz et Dešná au nord, par Lutonina, Ublo, Bratřejov et Lhotsko à l'est, par Újezd, Loučka et Slopné au sud, et par Horní Lhota, Zádveřice-Raková et Slušovice à l'ouest.
La ville se situe dans la région montagneuse des hauts-plateaux de Vizovice, région nommée d'après la ville. Elle est d'ailleurs traversée par la rivière Lutoninka.

## Histoire
La première mention écrite du village date de 1261, alors que la ville appartenait au nouveau monastère de Smilheim. Durant les Croisades contre les Hussites, le village et le monastère ont été gravement endommagés et pillés. En 1483, le domaine fut acquis par le seigneurs de Kunštát, et deux ans après, en 1485, le monastère cistercien fut définitivement fermé,.
En 1567, le domaine est acheté par Zdeněk Kavka de Říčany, qui avait fait construire une résidence de style Renaissance du nom de Nový Smilheim, dans la zone fortifiée où se trouvait autrefois le monastère cistercien. La ville reçut des privilèges urbains en 1570.
Dans la seconde moitié du XVIIe siècle, le domaine devint la propriété de la famille Gollen. Cependant, la ville fut, peu après, incendiée par les envahisseurs turcs.
Entre 1750 et 1770, alors que régnait le comte Hermann Hannibal de Blümegen, un nouveau château baroque avec des jardins à la française et des jardins à l'anglaise, fut construit.

## Économie
Vizovice est une ville de production d'alcool depuis longtemps. En effet, la présence d'une distillerie dans la ville est attestée pour la première fois en 1585. De fait, le climat local est propice aux arbres fruitiers, en particulier aux prunes et aux abricots.
La célèbre distillerie de Rudolf Jelínek a été fondée en 1882 à Vizovice. Jelínek était l'inventeur de nombreuses liqueurs dont une à base d'abricot.

## Culture
Un festival de heavy metal, « Masters of Rock », a lieu chaque année à Vizovice.

## Patrimoine
Patrimoine civil

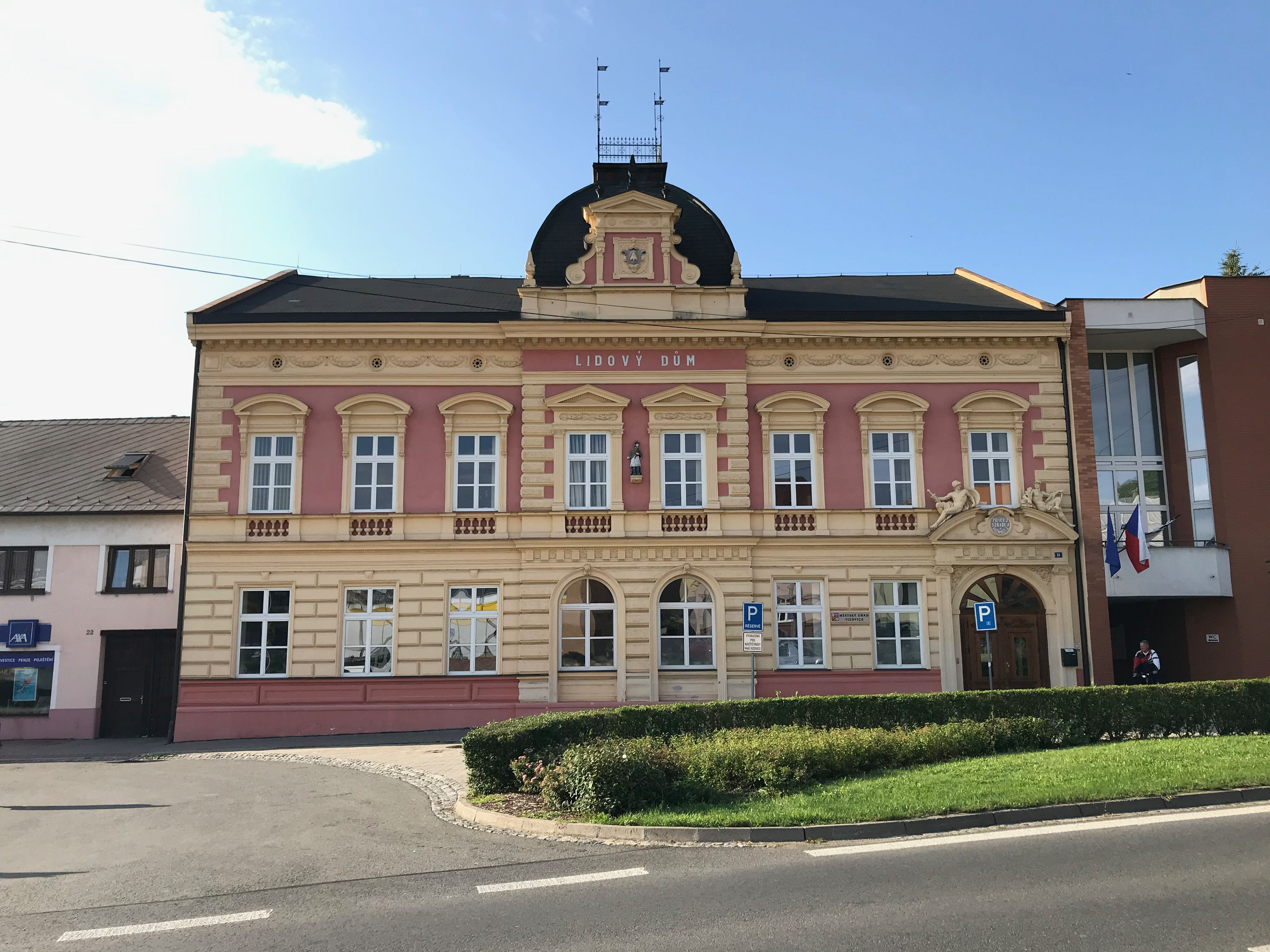
L'hôtel de ville.
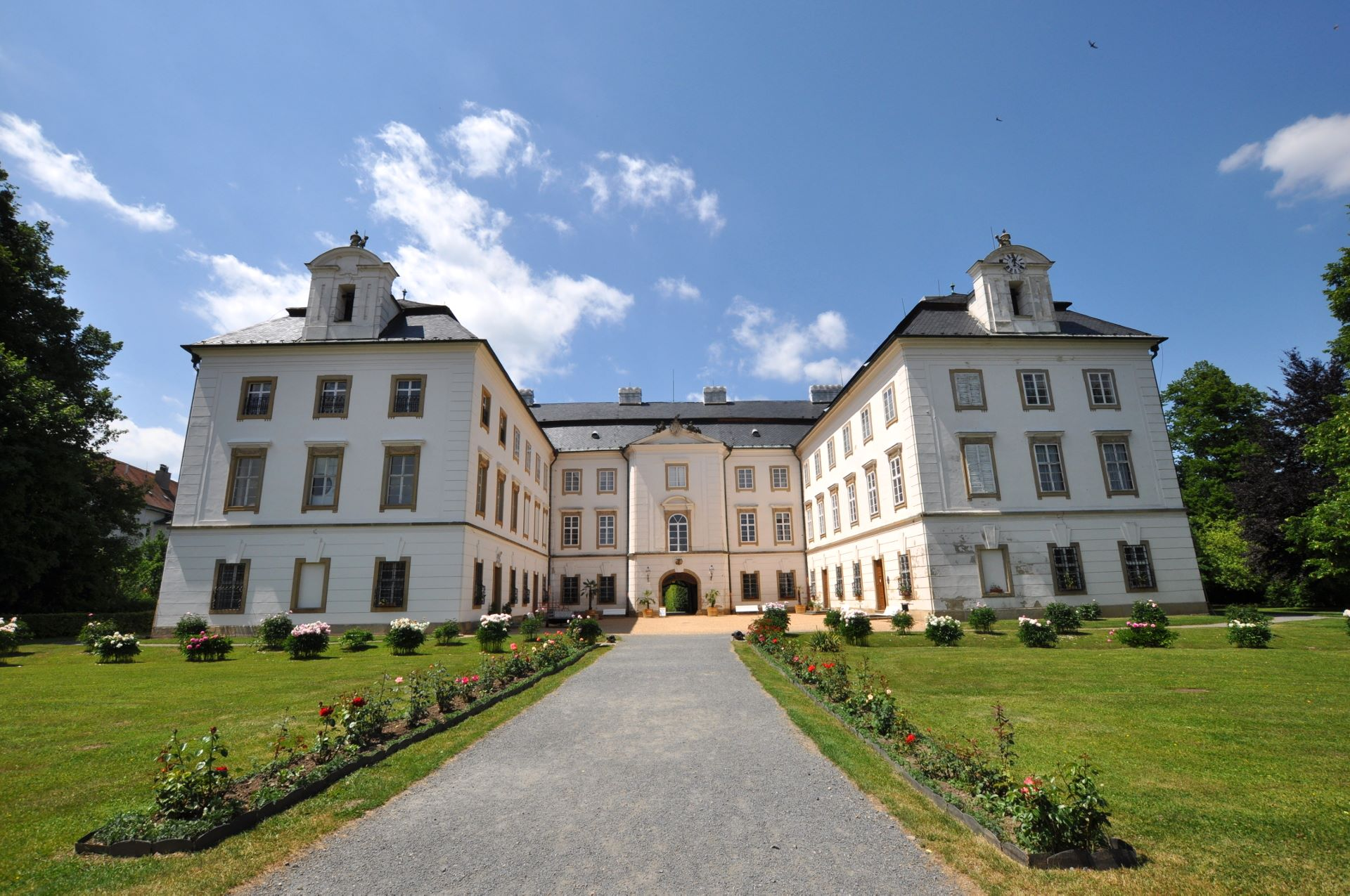
Le château de Vizovice.

Patrimoine religieux

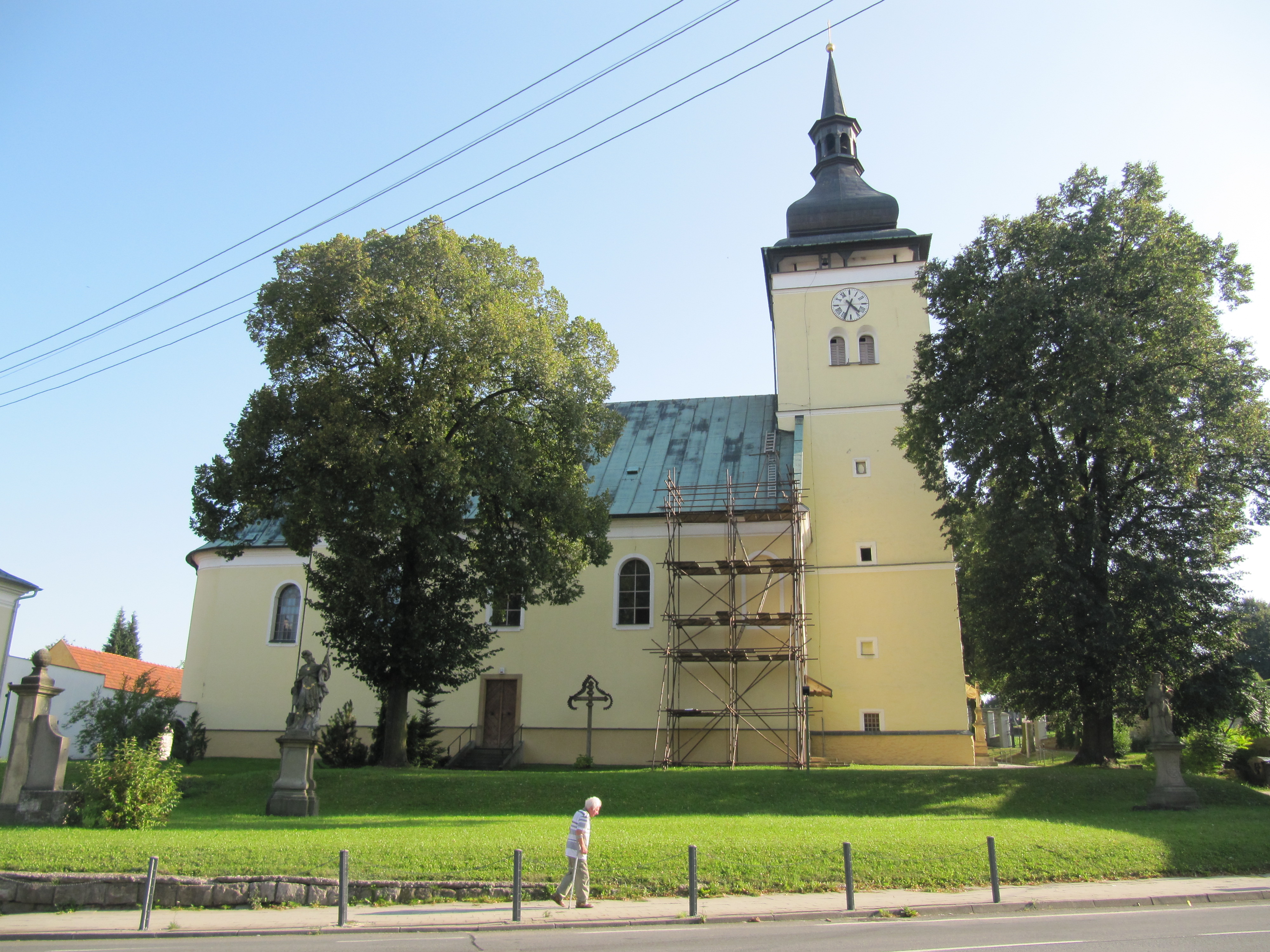
L'église Saint-Laurent.
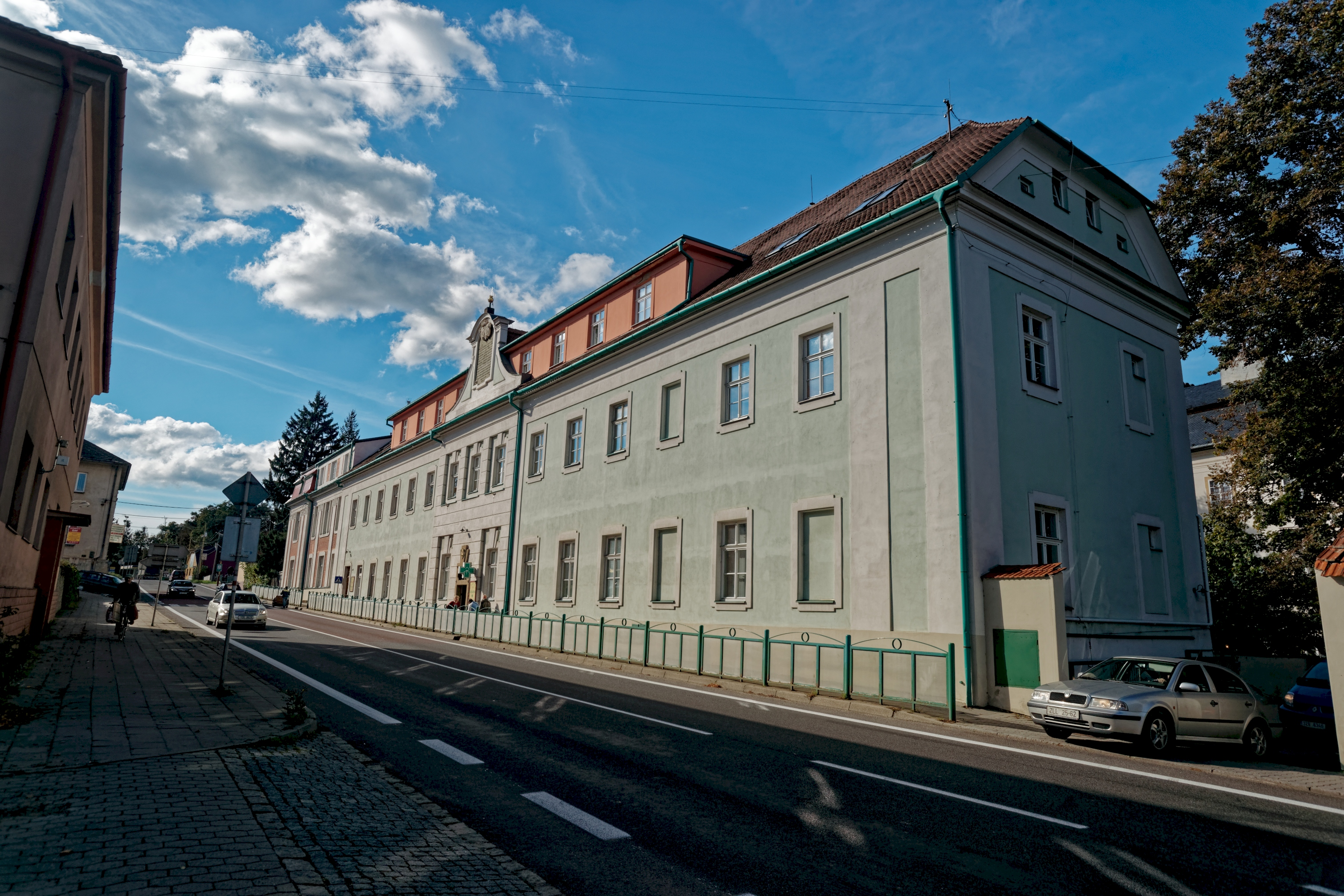
Monastère des frères hospitaliers.
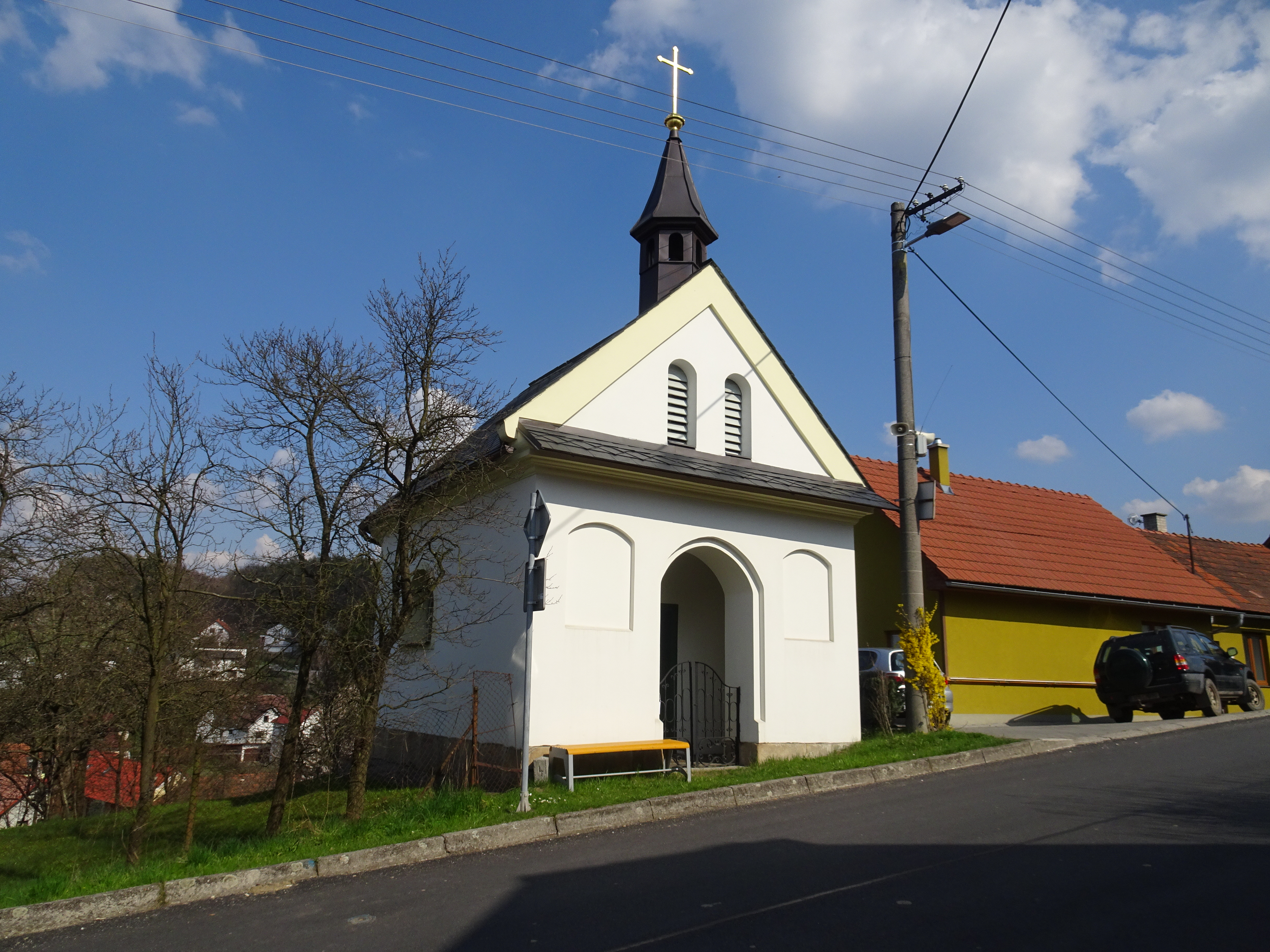
Chapelle Notre-Dame du Rosaire.

## Transports
Par la route, Vizovice se trouve à 14 km de Zlín, à 110 km de Brno et à 316 km de Prague.

## Personnalités liées à Vizovice
- Alois Hába (1893-1973) - compositeur
- Jan Graubner (né en 1948) - prélat catholique, archevêque de Prague
- Bolek Polivka (né en 1949) - acteur